# Eberhard von Rohrdorf
Eberhard von Rohrdorf, auch Eberhard von Salem (* um 1160 vermutlich in Meßkirch; † 1240/1245 in Salem am Bodensee) war einer der bedeutendsten Äbte der Reichsabtei Salem. In seiner fast fünf Jahrzehnte dauernden Amtszeit (1191–1240) erlebte das Kloster seine erste wirtschaftliche, politische und kulturelle Blüte. Das Salemer Skriptorium brachte unter Eberhard seine erste bemerkenswerte schriftkulturelle Produktion hervor, die in den beiden letzten Jahrzehnten seiner Amtszeit ihren unbestrittenen ersten Höhepunkt erreichte. Rund 50 Handschriften aus dieser Zeit sind erhalten, darunter eine fünfbändige Bibel. Unter Eberhard wurde auch mit dem Abschreiben liturgischer Bücher aus der Primarabtei Cîteaux begonnen, die die Ordensleitung als verbindlich ansah.

## Leben

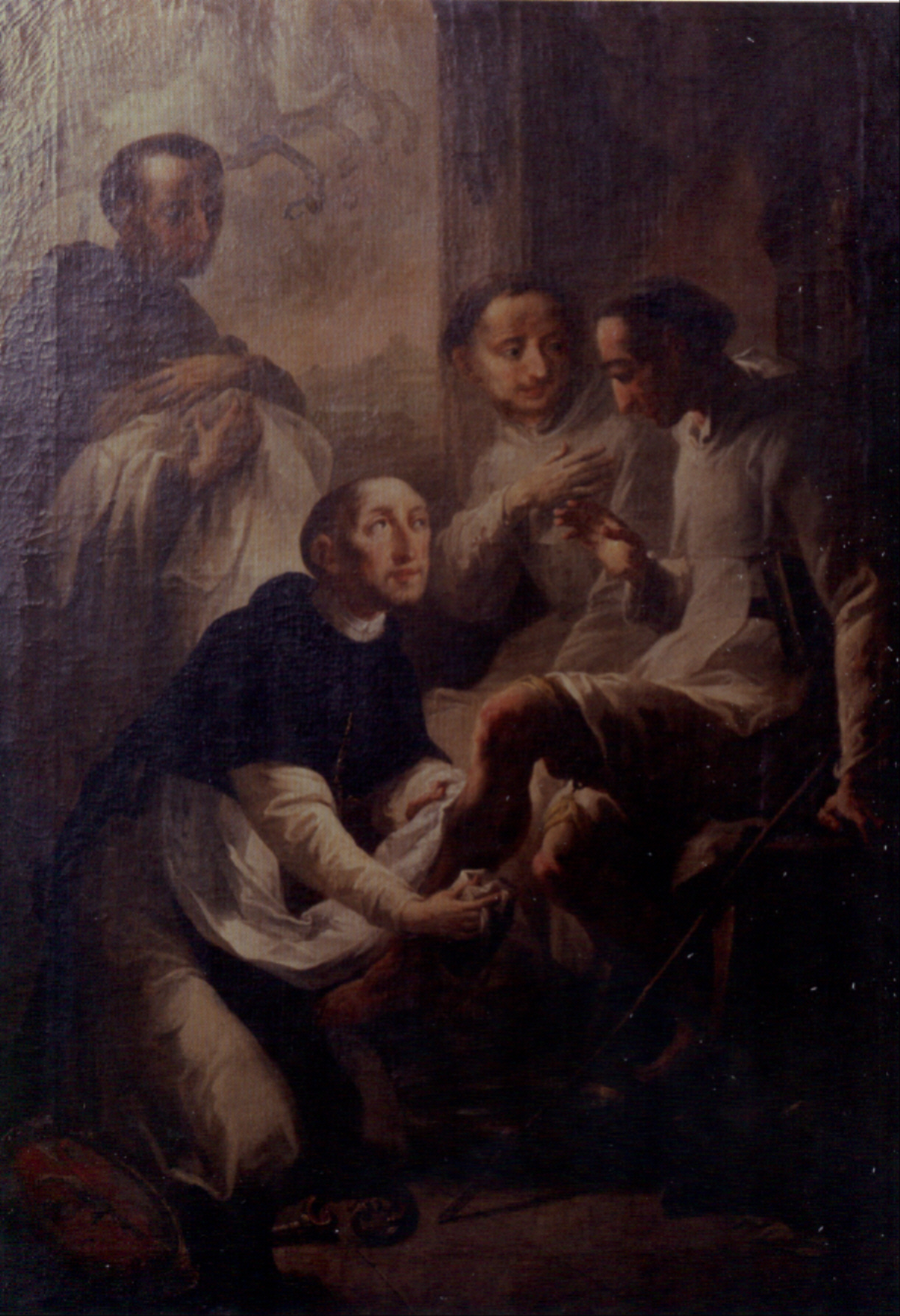
Abt Eberhard von Salem (Barockgemälde von Andreas Brugger, 18. Jhd.)

Eberhard stammte aus einer süddeutschen Adelsfamilie, den Grafen von Rohrdorf, deren Stammsitz die Benzenburg bei Meßkirch war. Zu seinen adeligen Verwandten zählte auch Diethelm von Krenkingen, der von 1189 bis 1206 Bischof von Konstanz war.
Um 1180 trat Eberhard als Novize in das 1137 gegründete Zisterzienserkloster Salem ein. Im Alter von 30 Jahren wurde er am 12. Juni 1191 einstimmig zum Abt gewählt. Dies belegt, dass er schon früh durch außergewöhnliche Begabung aufgefallen sein muss. Nach der Klosterchronik Apiarium Salemitanum (1708) war er der erste Salemer Abt, der nicht aus dem Gründungskonvent des elsässischen Klosters Lützel stammte und damit auch der erste deutschstämmige Abt.

### Politik
Das Kloster Salem besaß bereits vor Eberhards Amtsantritt die Anerkennung als Reichsabtei. Damit war es im Prinzip von weltlichen Schutzvögten entbunden und im Heiligen Römischen Reich unmittelbar dem kaiserlichen Schutz unterstellt. Geografisch lag Salem in der Diözese des Bistums Konstanz. Es war jedoch ab 1178 als Konsistorialabtei von der Zustimmungspflicht des Bischofs befreit und direkt dem Heiligen Stuhl unterstellt. Dennoch war ein gutes Verhältnis mit Konstanz wichtig für das Gedeihen des Klosters. Das gute Verhältnis ist belegt; ausschlaggebend war möglicherweise auch das Verwandtschaftsverhältnis zwischen Eberhard und dem Konstanzer Bischof Diethelm von Krenkingen.
Auch zur Regierung des Stauferkönigs Heinrich VI. pflegte Eberhard gute Beziehungen. Als im Jahr 1198 der Staufer Philipp von Schwaben und der Welf Otto von Braunschweig von verschiedenen Fraktionen zu konkurrierenden Königen des Heiligen Römischen Reichs gewählt wurden, schlug sich Salem auf die Seite des Staufers Philipp.
Papst Innozenz III. bestätigte jedoch 1201 Otto IV. als neuen König. Damit schien Salem, das sich auf regelmäßige Schutzbriefe der Staufer verlassen hatte, ohne Protektion zu sein. Eberhard von Rohrdorf suchte daher Unterstützung beim Erzbischof von Salzburg, Eberhard II. (Amtszeit 1200–1246). Im Jahr 1201 schloss Salem mit Zustimmung des Konvents und des Generalkapitels des Zisterzienserordens einen Vertrag mit dem Bistum, der die Bischofskirche zur „Mutter und Herrin“ von Salem machte. Salems Exemtion dabei blieb bestehen; die wirtschaftliche und politische Sicherheit wurde noch verbessert.
Philipp von Schwaben entsandte 1201 eine diplomatische Gesandtschaft nach Rom, unter der sich Eberhard von Rohrdorf und sein Salzburger Namensvetter befanden. Sie sollten mit Papst Innozenz III. über die Haltung des Papstes zur Königswahl verhandeln und dem Sohn Heinrichs VI., dem damals neunjährigen Friedrich II., den Thron sichern. Die Mission war jedoch erfolglos.
Als Philipp von Schwaben 1208 ermordet wurde, bekannte sich auch Salem offiziell zu Otto IV. Es erhielt von ihm im Gegenzug Urkunden, welche die Abtei in ihren Rechten bestätigten. Dennoch hielt Eberhard weiterhin insgeheim Kontakt zu Friedrich. Die Treue zahlte sich aus, denn der Staufer wurde 1211 in Bamberg zum Kaiser gewählt und 1219 schließlich auch von den Welfen anerkannt. Die Fülle an Urkunden, die Friedrich II. der Abtei ausstellte, gilt als Anerkennung der diplomatischen Bemühungen Eberhards von Rohrdorf um die Geschicke der Staufer.
Obwohl Eberhards diplomatische Mission wenig erfolgreich gewesen war, erlangte er doch mit seinem Verhandlungstalent die Hochachtung des Papstes. Der Heilige Stuhl berief ihn von diesem Zeitpunkt an regelmäßig als neutralen Vermittler zu Verhandlungen. So vermittelte Eberhard 1207 in Worms zwischen Papst und König. Seine zeitaufwändige Tätigkeit als Diplomat endete erst 1229, als Papst Gregor IX. der Bitte des inzwischen fast 70-jährigen Abtes um Entbindung von seinen diplomatischen Pflichten entsprach.

### Wirtschaft

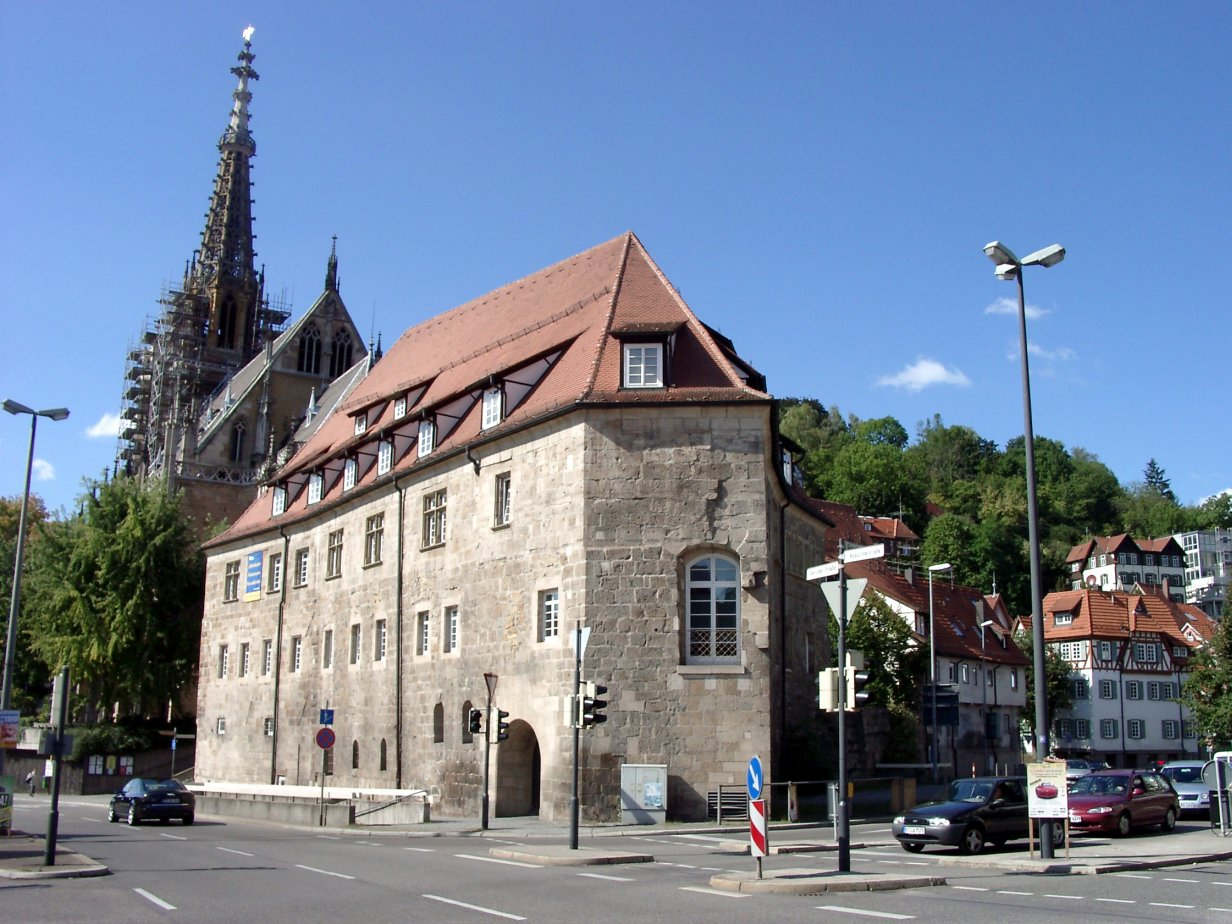
Mit dem Bau dieses Pfleghofs in Esslingen am Neckar wurde unter Eberhard von Rohrdorf begonnen

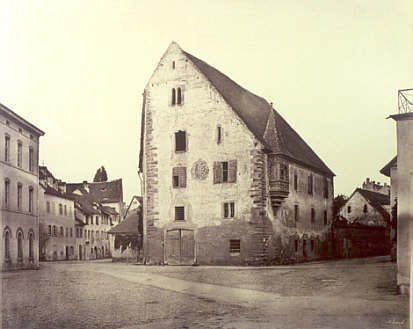
Historische Aufnahme des Salmannsweiler Hofs in Konstanz

Obwohl die Ordensregeln der Zisterzienser es verboten, weltlichen Besitz zu horten, unternahm Eberhard von Rohrdorf enorme Anstrengungen, Reichtum und Einfluss seiner Abtei zu vergrößern. Eberhards wirtschaftliches Geschick verschaffte dem Kloster seinen ersten wirtschaftlichen Aufschwung und die Grundlage für sein weiteres eigenständiges Wachstum. Dies gelang unter anderem durch eine Bündnispolitik mit den adeligen Nachbarherrschaften, die zuvor oft das Kloster angegriffen und ihm seine Rechte streitig gemacht hatten.
Eberhard ließ den vorhandenen Streubesitz an Grundstücken systematisch zu Grangien zusammenführen, die von Konventsmitgliedern verwaltet wurden. Zum ersten Mal erwirtschaftete das Kloster große Überschüsse. Eberhard brach auch mit einer weiteren Ordensregel, die den Klöstern untersagte, in Städten Besitz zu haben. In der nahen Reichsstadt Überlingen kaufte das Kloster 1211 ein Haus in der Stadt und einen Hof am Stadtrand. 1220 setzte Eberhard durch, dass das Kloster von den städtischen Steuern befreit wurde. In Konstanz ließ er ab 1217 den Salmannsweiler Hof bauen. Weitere abgabenfreie Stadthöfe in Ulm (1222) und Esslingen am Neckar (erstmals 1229 erwähnt) folgten. Über diese Höfe wurde die Überproduktion an Obst, Getreide und Fisch aus der klösterlichen Landwirtschaft vertrieben. Importierte Handelswaren, wie Bücher und Textilien, konnten in der Stadt gekauft und zwischengelagert werden.
Unter Eberhard erwarb das Kloster zudem wichtige Teile seines weltlichen Territoriums, darunter die umliegenden Dörfer Nußdorf, Seefelden und Buggensegel mit allen Zehntrechten. Neben die landwirtschaftliche Produktion zur Selbstversorgung trat in Salem nun die Geldwirtschaft: Vermögen wurde gebildet, indem in Grundstücke investiert wurde; nicht lukrative Landflächen oder Grundstücke, die zu weit abseits lagen, um vom Kloster ertragreich bewirtschaftet zu werden, wurden verpachtet. Diese Praxis lief ebenfalls anfangs den zisterziensischen Regeln zuwider; erst 1208 genehmigte das Generalkapitel generell die Pachtwirtschaft.
Eberhards Kontakte zum Hochadel gewannen dem Kloster auch zahlreiche Schenkungen. Der Bischof von Konstanz und andere Adelige, darunter Eberhards Bruder Graf Mangold von Rohrdorf schenkten dem Kloster Lehen und Grundbesitz. Eberhards Verhandlungsgeschick bewegte den Ritter Ulrich von Bodman, der wegen Rechtsstreitigkeiten einigen klösterlichen Besitz geraubt hatte, seine Ansprüche aufzugeben und Salem einige seiner Güter zu schenken. Weitere Schenkungen aus dem Hause Bodman folgten; Albero von Bodman, ein Nachfahre Ulrichs, ließ sich 1213 von Eberhard überzeugen, am Kreuzzug von Damiette teilzunehmen. Auch das Haus Waldburg, zuvor noch ein Gegner des aufstrebenden Klosters, ging mit Eberhard ein Schutzbündnis ein.
Viele Zuwächse wurden dem Kloster auch durch Vermittlung des Erzbischofs Eberhard von Regensberg zuteil, der dem Kloster 1201 eine Saline bei Hallein überschrieb. 1227 garantierte der Bischof von Freising den zollfreien Transport des geförderten Salzes. Gut ausgebildete Salemer Laienbrüder übernahmen nach und nach die Verwaltung der gesamten erzbischöflichen Salinen. Im Gegenzug eröffneten sich für die Salzförderung neue Absatzmärkte im Westen des Reichs. Salem gewann dadurch auf Jahrhunderte hinaus eine stabile Einkommensquelle.

### Ordenspolitik

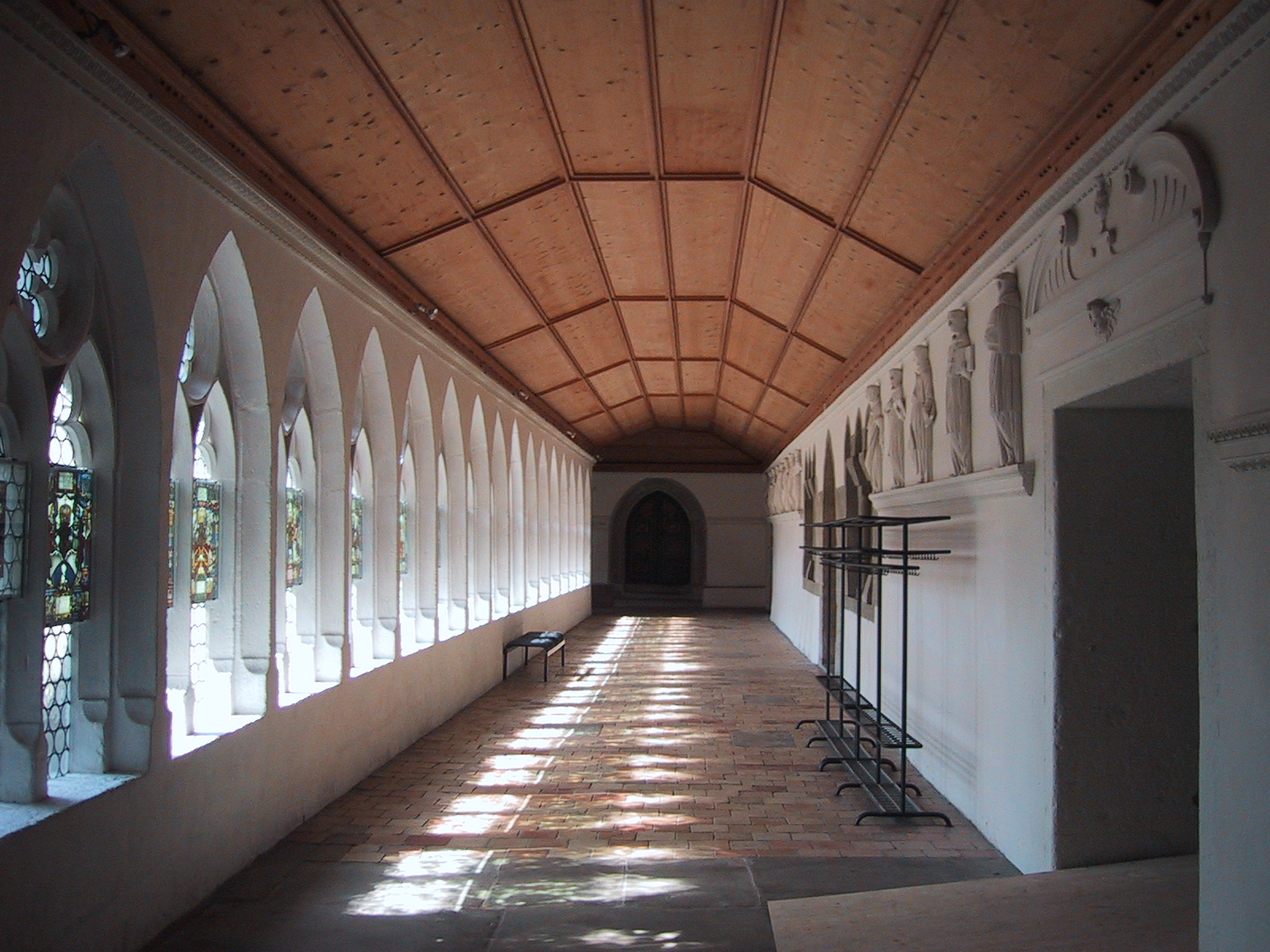
Kreuzgang im Kloster Wettingen, der unter Eberhard von Rohrdorf gegründeten zweiten Salemer Filiation

Unter Eberhard wurde 1227 als zweite Salemer Filiation das Kloster Wettingen besiedelt. Dieses hatte der Schweizer Adelige Freiherr Heinrich II. von Rapperswil gestiftet. Daraus lässt sich indirekt erschließen, dass das Kloster Salem um diese Zeit bereits die erforderliche Anzahl von 60 Mönchen umfasste. Ein erheblicher Anteil dürfte unter Eberhard dem Kloster beigetreten sein, sorgten doch die Stadthöfe für eine erhöhte Rekrutierung von Mönchen aus der Bevölkerung.
Eberhard von Rohrdorf machte sich nicht nur um die Ausbreitung der Zisterzienser, sondern auch um die Anerkennung der Zisterzienserinnen verdient. Die um 1200 vielfach irregulär gegründeten Frauenklöster anzuerkennen, fiel der Ordensleitung zunächst schwer. Abt Eberhard leistete hier Pionierarbeit: 1212 nahm Salem das gegen einigen Widerstand innerhalb des Ordens gegründete Frauenkloster Wald in seine Obhut. Das Ordenskapitel willigte schließlich 1217 ein, das Kloster Wald in den Orden aufzunehmen und zur Abtei zu erheben. In Eberhards Amtszeit folgten Gründungen der Frauenklöster Rottenmünster (1221), Heiligkreuztal (1227), Baindt (gegründet 1227, aufgenommen 1240), Heggbach (um 1233) und Gutenzell (1238). Sie wurden nicht direkt dem französischen Generalkapitel unterstellt, sondern blieben unter Aufsicht der Äbte von Salem.
Weiteres Indiz für Eberhards Sinn für Gleichberechtigung ist, dass er 1192 Mathilde von Adelsreute, die Tochter und letzte Nachfahrin des Stifters Guntram von Adelsreute, in der Klosterkirche begraben ließ. Laien oder gar Frauen durften nach der Ordensregel nicht in der Klosterkirche bestattet werden. Eberhard wurde für die nicht genehmigte Bestattung vom Generalkapitel des Zisterzienserordens mit sechstägigem Fasten bestraft. Auch weitere Wohltäter des Klosters ließ er in der ersten Kirche von Salem bestatten, die später dem Bau des Salemer Münsters zum Opfer fiel.

### Schrifttum
Das Salemer Skriptorium brachte unter Eberhard seine erste bemerkenswerte schriftkulturelle Produktion hervor. Diese erreichte in den beiden letzten Jahrzehnten seiner Amtszeit ihren ersten Höhepunkt. Rund 50 Handschriften aus dieser Zeit sind erhalten, darunter eine fünfbändige Bibel. Unter Eberhard wurde auch mit dem Abschreiben liturgischer Bücher aus der Primarabtei Cîteaux begonnen, welche die Ordensleitung als verbindlich ansah.
Eberhard ließ die erste erhaltene Sammlung von Urkunden und Rechtstiteln zusammenstellen, das sogenannte Chartularium Salemitanum, einen Pergamentkodex, der heute wie auch die anderen Handschriften in der Universitätsbibliothek Heidelberg gelagert ist. Er enthält die erste Darstellung der Klostergeschichte und die erste Beschreibung der Klosterbauten.
Die von ihm angelegte Sammlung von Visionsliteratur belegt sein Interesse für die Mystik; mindestens einen Visionsbericht hat er selbst redigiert. Darüber hinaus ist auch ein Visionsbericht von Eberhard selbst erhalten, den Dietrich von Apolda in seiner Vita des heiligen Dominikus überlieferte: Eberhard habe von Jesus Christus geträumt, der ihm die Ankunft zweier Pferde ankündigte, welche Eberhard beschlagen solle. Am nächsten Tag seien zwei Dominikaner vor Eberhard getreten und hätten sich ihm als Prediger des Evangeliums vorgestellt; die vier Evangelien seien durch die vier Gespanne in den Prophezeiungen des Propheten Sacharja angekündigt worden (Sach 6,1 ). Eberhard habe sie daraufhin als die angekündigten „Pferde“ Jesu erkannt und ihnen die Füße geküsst. Die Klosterchronik Apiarium Salemitanum (1708) von Augustin Sartorius legt besonderen Wert auf diese Vision.
Es gibt Spekulationen, dass Eberhard auch der Verfasser der Historia Peregrinorum gewesen sein soll, dem Bericht über den Dritten Kreuzzug. Diese These konnte nicht erhärtet werden.

### Nachwirkung
Im Jahr 1240 trat Abt Eberhard wegen Altersschwäche von seinem Amt zurück. Laut den Klosterchroniken starb er erst fünf Jahre später. Mit Eberhards Tod war die erste Blütezeit Salems faktisch beendet. Im Interregnum (1254–1273) war das Kloster fast schutzlos den Forderungen der umliegenden Grafschaften ausgeliefert und erlitt große wirtschaftliche Verluste. Erst mit dem Amtsantritt König Rudolfs I. 1273 begann Salem unter dem Schutz der Habsburger wieder zu prosperieren.
Nach Arno Borst liegt Eberhards Bedeutung darin, dass er „das bisher kaum geformte Gebiet zwischen Überlingen und Ravensburg, den alten Linzgau, wirtschaftlich, geistlich, politisch“ erschlossen habe. Indem er seine guten Kontakte zu den weltlichen wie den geistlichen Nachbarn, zum Bistum Konstanz und zur Fürstabtei St. Gallen geschickt nutzte, gelang es ihm, um 1200 „ein neues geistliches Kraftfeld“ zu formen. Ein ähnliches hatte im frühen Mittelalter zwischen Konstanz, St. Gallen und Reichenau schon einmal bestanden. Zwar stand Eberhard wie seine Vorgänger auf Seiten der Staufer, was die Beziehung zu den weltlichen Herrschaften der Welfen etwa in Ravensburg eher kühl gestaltete. Doch gelang es Eberhard mit seiner pragmatischen Politik, sein Kloster von der weltfernen Autarkie der Zisterzienser wegzuführen und wenigstens teilweise in die neu entstehenden städtischen Märkte einzubinden. Die Isolierung der Zisterzienserklöster wurde in seiner Zeit, unter anderem durch Vorreiter wie Eberhard, wenigstens teilweise aufgehoben.
Das Kloster Salem verehrte Eberhard als einen seiner größten Äbte. Dokumentiert ist ein lateinisches Singspiel von 1737 mit dem Titel B. Eberhardus, comes de Rordorf („Der selige Graf Eberhard von Rohrdorf“), das von einem Konventsmitglied verfasst wurde (in Frage kommt unter anderem der später zum Abt gewählte Stephan Enroth). Eberhards Freund, Erzbischof Eberhard II. von Salzburg, den der Salemer zum Schutzherrn des Klosters gewählt hatte, wurde in der Klostertradition als zweiter Stifter verehrt.

## Gedenktag
Wahrscheinlich kurz nach seinem Tod wurde Eberhard von Rohrdorf (von Salem) in den Eigenkalender des Ordens aufgenommen. Der Gedenktag ist der 14. April.